# Julius von Haast Fellowship Award
Der Julius von Haast Fellowship Award ist ein neuseeländischer Forschungspreis.
Die Royal Society of New Zealand vergibt diesen Preis seit 2004 jährlich an international bedeutende deutsche Wissenschaftler. Er dient der Anerkennung herausragender Leistungen und zur Vertiefung der Kooperation mit neuseeländischen Wissenschaftlern. Der Preis ist (Stand 2017) mit 150.000 NZ$ für die Durchführung von Forschungsarbeiten in Neuseeland ausgestattet und wird von der Alexander von Humboldt-Stiftung unterstützt.
Benannt wurde er nach dem deutschen Geologen Julius von Haast.

## Preisträger
- 2003 Horst W. Hamacher, TU Kaiserslautern
- 2004 Gerold Wefer, Universität Bremen
- 2005 Hans-Martin Seyfert, Forschungsinstitut für die Biologie landwirtschaftlicher Nutztiere
- 2006 William F. Martin, Universität Gießen
- 2007 F. Ekkehardt Hahn, Universität Münster
- 2008 Wolfgang Schuhmann, Universität Bochum
- 2009 Bart Kempenaers, Max-Planck-Institut für Ornithologie
- 2010 Annie Powell, Karlsruhe
- 2011 Walter Kellermann, Universität Erlangen-Nürnberg
- 2012 Peter Mombaerts, Max-Planck-Institut für Biophysik
- 2012 Alexander Verl, IPA Stuttgart
- 2013 Hermann Kolanoski, Humboldt-Universität Berlin und Deutsches Elektronensynchrotron
- 2014 Joachim Blaß, Karlsruher Institut für Technologie
- 2015 Nils Metzler-Nolte, Ruhr-Universität Bochum
- 2016 Sebastian Schmidtlein, Karlsruher Institut für Technologie[2][3]
- 2017 Gerd Leuchs, Max-Planck-Institut für die Physik des Lichts[4]
- 2018 Jens C. Niemeyer, Universität Göttingen[5]
- 2019 Eleonora Rivalta, Deutsches GeoForschungsZentrum[6]
- 2020 Stefan Hertwig, Bundesinstitut für Risikobewertung[7]
- 2021 Melanie Reuter-Oppermann, Technische Universität Darmstadt[8]
- 2022 Knut Möller, Hochschule Furtwangen[9]
- 2023 Reinhard Koch, Christian-Albrechts-Universität Kiel[10]
- 2024 Christian Berndt, Helmholtz-Zentrum für Ozeanforschung Kiel[11]
- 2025 Ben Marzeion, Universität Bremen[12]